# Ambivalencia
Ambivalencia es un estado de tener simultáneamente en conflicto sentimientos hacia una persona u objeto. Escrito de otra forma, la ambivalencia es la experiencia de tener pensamientos y/o emociones de ambas valencias positiva y negativa hacia alguien o algo. Un ejemplo común de ambivalencia es sentir a la vez amor y odio por una persona. El término también refiere a situaciones donde "sentimientos mezclados" de los tipos más generales son experimentados, o donde una persona experimenta incertidumbre o indecisión concerniente a algo.
La ambivalencia es experimentada psicológicamente como desagradable cuando los aspectos positivos y negativos de un tema están ambos presentes en la mente de una persona al mismo tiempo. El estado puede conducir a evasión o dilación, o a intentos deliberados por resolver la ambivalencia. Cuando la situación no requiera una decisión a ser tomada, la gente experimenta menos incomodidad incluso sintiendo ambivalencia.

## En psicoanálisis
En psicoanálisis, el concepto de ambivalencia (introducido por Bleuler en 1911) refiere a una subrayada actitud emocional en la cual coexisten los impulsos contradictorios (usualmente el amor y el odio) que derivan de una fuente común y por lo tanto considerados como interdependientes. Por otra parte, cuando el término es utilizado en este sentido psicoanalítico, no sería usual esperarse que la persona encarnando ambivalencia en realidad sienta al mismo tiempo dos emociones contrarias como tal. Con la excepción de casos de Neurosis obsesiva, uno u otro de los lados en conflicto es usualmente reprimido. Así, por ejemplo, el amor de un analizado por su padre puede ser muy experimentado conscientemente y abiértamente expresado -mientras que su 'odio' por el mismo objeto puede ser fuertemente reprimido y solo expresado indirectamente, y así sólo revelado en un análisis.
Otra distinción relevante es que mientras que la noción psicoanalítica de 'ambivalencia' es engendrado por todo un conflicto neurótico, los 'sentimientos mezclados' pueden fácilmente estar basados en valoraciones muy realistas de la naturaleza imperfecta de lo que se considera.